# BWV
BWV (бе-ве-фау, загально-прийнятне скорочення від нім. Bach-Werke-Verzeichnis — «Каталог творів Баха»), також відома як Каталог Шмідера — система нумерації всіх відомих творів Йоганна Себастьяна Баха. Ця система була розроблена німецьким музикознавцем Вольфгангом Шмідером (Wolfgang Schmieder) в 1950 році, який пронумерував усі твори Й. С. Баха з каталогу «Thematisch-systematisches Verzeichnis der musikalischen Werke von Johann Sebastian Bach
».
На відміну від каталогів багатьох інших композиторів, упорядкованих хронологічно, каталог Шмідера впорядкований по типах творів, тобто є тематичним. Тому дві причини: з одного багато робіт Баха не можуть бути точно датовані. Навіть якщо на нотах написана дата, вона може означати всього лише дату копії, перекладення і т. д.; з іншого — Шмідер слідував традиції, закладеній Бахівським товариством, яке займалося публікацією робіт Баха з 1851 р. і твори публікувалися за жанром.
Тематична класифікація творів Баха має наступну відповідність:
- BWV 1–224 — це кантати,
- BWV 225–249 — ораторіальні твори,
- BWV 250–524 — хорали й духовні піснеспіви,
- BWV 525–748 — органні твори,
- BWV 772–994 — клавірні твори,
- BWV 995–1000 — твори для лютні,
- BWV 1001–40 — камерна музика,
- BWV 1041–71 — оркестрові твори,
- BWV 1072–1126 — канони і фуги.

Нумерація по BWV використовується повсюдно і є загальноприйнятим способом посилання на роботи Баха, наприклад: «Музичне приношення», BWV 1079. Каталог Шмідера кілька разів оновлювався (роботи спірного авторства переносилися в додаток і додавалися недавно відкриті роботи), оновлені каталоги з'являлися в пресі: наприклад, видання 1990 р. має ISBN 3-7651-0255-5.